# Esmolol
Esmolol  é um fármaco da classe dos beta-bloqueadores utilizado no tratamento de várias doenças do sistema cardiovascular, especialmente taquicardia supraventricular aguda e crise aguda hipertensiva.
É também usado na profilaxia da taquicardia durante a cirurgia e como tratamento adjuvante no Hipertiroidismo.
Tem administração endovenosa.